# Devils & Dust
Devils & Dust je třinácté studiové album amerického hudebníka Bruce Springsteena. Vydáno bylo v dubnu roku 2005 společností Columbia Records a jeho producentem byl Brendan O'Brien. Několik písní z alba vzniklo již v devadesátých letech. Album se umístilo na prvních příčkách hitparád několika zemí, včetně USA (Billboard 200).

## Seznam skladeb
Autorem všech skladeb je Bruce Springsteen.
1. Devils & Dust – 4:58
2. All The Way Home – 3:38
3. Reno – 4:08
4. Long Time Comin' – 4:17
5. Black Cowboys – 4:08
6. Maria's Bed – 5:35
7. Silver Palomino – 3:22
8. Jesus Was an Only Son – 2:55
9. Leah – 3:32
10. The Hitter – 5:53
11. All I'm Thinkin' About – 4:22
12. Matamoros Banks – 4:00

## Obsazení
- Bruce Springsteen – zpěv, kytara, klávesy, baskytara, bicí, harmonika, tamburína, perkuse
- Brendan O'Brien – hurdy-gurdy, sarangi, sitár, baskytara, tambora
- Steve Jordan – bicí
- Patti Scialfa – doprovodné vokály
- Soozie Tyrell – housle, doprovodné vokály
- Marty Rifkin – steel kytara
- Lisa Lowell – doprovodné vokály
- Chuck Plotkin – klavír
- Danny Federici – klávesy
- Nashville String Machine – smyčce
- Brice Andrus – horn
- Susan Welty – horn
- Thomas Witte – horn
- Donald Strand – horn
- Mark Pender – trubka